# Blentarps kyrka
Blentarps kyrka är en kyrkobyggnad i Blentarp, cirka 13 km sydväst om Sjöbo. Den är församlingskyrka i Blentarps församling i Lunds stift.

## Kyrkobyggnaden
Kyrkan uppfördes i gråsten under 1100-talets senare hälft. Ingångens portal har en ram av röd övedssandsten med två lejon som vaktar ingången. Under medeltiden var denna ingång endast avsedd för männen.
Vapenhuset med trappgavlar tillkom under 1200-talet och troligen även tornet som har en rund form, något som är ovanligt. I Skåne finns tre andra kyrkor med runt västtorn, nämligen Bollerups kyrka, Hammarlunda kyrka och Hammarlövs kyrka. Tornet har två strävpelare och en åttkantig spira.
Under 1400-talet välvdes kyrkan. 1754 gjordes en förlängning österut genom att man rev den gamla medeltida korabsiden och byggde ett rakt avslutat kor med barockgavlar i stället.
En sakristia tillbyggdes 1911.

## Inventarier
Dopfunten är samtida med kyrkans äldsta delar och är utförd av Mårtensgruppen i kalksten. Cuppan dekoreras av rundbågar med tolv öppningar, en för varje apostel, med repstavsornament undertill. På foten finns två lejon och en vädur. Ett av lejonen biter i väduren, som symboliserar ondskan. Dopfatet tillverkades av mässing under 1600-talet.
Från 1200-talet finns två processionskors i förgylld koppar bevarade. Under 1880-talet fanns planer från riksantikvarien att flytta korsen till Historiska museet i Stockholm, något som dock inte skedde, varför korsen finns kvar i kyrkan. 1910 flyttades dock två träskulpturer till Historiska museet i Lund. Det rörde sig om ett triumfkrucifix av ek och en apostelbild av björk som var i dåligt skick.
Altaruppsatsen och predikstolen köptes 1759 från Öveds kyrka som skulle rivas. Predikstolen tillverkades på 1600-talet i renässansstil. 1748 tillkom baldakinen, och 1976 tillkom en duva, symbolen för den Helige Ande, som hänger i predikstolens tak.

### Orgel
- Den nuvarande orgeln byggdes 1914 av Johannes Magnusson, Göteborg och är mekanisk med roosweltlådor.

| Manual I            | Manual II       | Pedal         | Koppel    |
| Borduna 16´         | Rörflöjt 8´     | Subbas 16´    | I/P       |
| Principal 8´        | Violin 8´       | Violoncell 8´ | II/P      |
| Flûte harmonique 8' | Aeolin 8'       |               | II/I      |
| Gamba 8'            | Voix Celeste 8' |               | I 4'/I    |
| Oktava 4'           |                 |               | II 16'/II |
| Oktava 2'           |                 |               |           |